# Denis Buican
Denis Buican (născut Dumitru Peligrad la data de 21 decembrie 1934, la București, România) este un scriitor român bilingv, biolog, filosof și istoric al științelor.

## Date biografice
Denis Buican s-a născut la 21 decembrie 1934 în București, fiind fiul lui Dumitru Peligrad, boier și filantrop din Mărginimea Sibiului. Este pionier al radiogeneticii din România (primele sale studii referindu-se la influența electricității asupra plantelor), inginer agronom (1956), doctor în genetică (1961), apoi cercetător științific și cadru didactic universitar la București, Denis Buican a combătut teoriile lui Lîsenko ce fuseseră impuse fostelor democrații populare, începând din anul 1948. În prima sa carte - publicată în limba română în 1969 - Biologie generală, genetică și ameliorare, Denis Buican nu ezită să atace teoria oficială a lui Lîsenko. 
Dorind să scape de dictatura comunistă din România, Dumitru Peligrad, cu ocazia participării sale la un congres internațional, se instalează în 1969 la Paris unde ia numele de Denis Buican în 1972, odată cu naturalizarea sa prin care devine cetățean francez. În urmare, se consacră studiilor sale de istoric și de filosof al științelor, materializate în primul rând printr-o teză de doctorat de Stat (1983), intitulată Istoria geneticii și evoluționismului în Franța, teză ce reprezintă o premieră absolută în materie de istorie veritabilă a acestei științe, realizată în Franța. În cadrul ei, Denis Buican demonstrează  modul în care neo-lamarckismul, pe atunci dominant în Franța, a împiedicat în această țară dezvoltarea geneticii pe parcursul primei jumătăți a secolului al XX-lea.
În 1989, cartea sa, Revoluția evoluției obține un Mare Premiu al Academiei Franceze. În 1997, Buican prezidează secția Biologie și științe medicale a celui de-al XX-lea Congres international de Istorie a Științelor la Liège (Belgia). Profesor de istorie a științelor la Universitatea Paris X-Nanterre timp de două decenii (1983-2003), Buican este autorul teoriei sinergice a evoluției, care completează și reactualizează teoria sintetică dezvoltată prin anii 1940. El este și autorul unei noi teorii a cunoașterii: biognoseologia.
Scriitor de limbă română și franceză, Denis Buican a publicat și câteva volume de poezii, toate demonstrând o sensibilitate originală, apropiată de cea care rezultă din operele scriitorilor Mihai Eminescu, Tudor Arghezi și Lucian Blaga. Obsedate de ideea neantului, aceste poezii scurte, dar foarte dense, deschid perspectiva unui univers ce amintește cititorului de cel al filosofilor Immanuel Kant, Arthur Schopenhauer, Friedrich Nietzsche și Emil Cioran.
Autor al conceptelor de genocid de rasă (Hitler) vs genocid de clasă (Stalin).
În domeniul educației, Denis Buican pledează pentru o veritabilă meritocrație, bazată pe selecționarea selecționatorilor, respectarea valorii individuale și egalitatea șanselor: 
„O societate simultan echitabilă și performantă are nevoie de un sistem de învățământ selectiv și chiar micro-selectiv capabil să ofere fiecăruia, din fragedă copilărie până la senectute, posibilitatea de-a se dezvolta fără nici-o discriminare, pe criterii sociale, rasiale, religioase, etc.,  în limitele patrimoniului său ereditar”

În 2018, Uniunea Ziariștilor Profesioniști din România a început o campanie de promovare a personalității lui Denis Buican în spațiul public românesc. În 2020, Uniunea Ziariștilor Profesioniști din România i-a acordat distincția „Român Universal”, prima de acest gen inițiată de UZPR. Au fost organizate conferințe, susținute la Palatul Suțu și Muzeul Literaturii Române. În anul 2021, un nou eveniment marca Uniunea Ziariștilor Profesioniști din România a avut loc în aula Universității Ecologice din București: conferința specială a savantului de talie mondială Denis Buican, însoțită de lansarea volumului său antologic de poezie, „Seceriș târziu” (apărut la Editura UZP).

## Publicații
Unele lucrări figurând în lista ce urmează au fost traduse în limba română și publicate în România, după 1990.

### Epistemologie și istoria științelor
- Biologie generală, genetică și ameliorare (în colaborare cu Bogdan Stugren), București, Editura didactică și pedagogică, 1969.
- L'Éternel Retour de Lyssenko, Paris, Copernic, 1978.
- Histoire de la génétique et de l'évolutionnisme en France, Paris, PUF, 1984.
- La Génétique et l'Évolution, Paris, PUF, Que sais-je?, 1986.
- Génétique et Pensée évolutionniste, Paris, SEDES, 1987.
- Darwin et le Darwinisme, Paris, PUF, Que sais-je?, 1987.
- Lyssenko et le Lyssenkisme, Paris, PUF, Que sais-je?, 1988.
- La Révolution de l'évolution, Paris, PUF, 1989.
- L'Explosion biologique, La Garenne-Colombes, Editions de l'Espace européen, 1991.
- Charles Darwin, Paris, Critérion, 1992.
- Mendel et la Génétique d'hier et d'aujourd'hui, Paris, Critérion, 1993.
- Biognoséologie. Évolution et révolution de la connaissance, Paris, Kimé, 1993.
- Biognoseologie: evolutie si revolutie in cunoastere, Editura All, 1993.
- Jean Rostand, le patriarche iconoclaste de Ville d'Avray, Paris, Kimé, 1994.
- Histoire de la biologie. Hérédité-Evolution, Paris, Nathan, 1994.
- Revolutia evolutiei, București, Editura Stiintifica, 1994.
- Évolution de la pensée biologique, Paris, Hachette, 1995.
- L'evolution aujourd'hui, Paris, Hachette, 1995.
- Éthologie comparée, Paris, Hachette, 1995.
- L'Évolution, la grande aventure de la vie, Paris, Nathan, 1995.
- L'Évolution et les théories évolutionnistes, Paris, Masson, 1997.
- Mendel si genetica de ieri si de astazi, Editura All, 1997.
- Dictionnaire de biologie. Notions essentielles, Paris, Larousse, 1997.
- Charles Darwin: Parintele evolutionismului, București, Editura All, 1999.
- Dictionar de biologie, București, Editura Univers enciclopedic, 2001.
- L'Épopée du vivant. L'évolution de la biosphère et les avatars de l'homme, Paris, Frison-Roche, 2003.
- Le Darwinisme et les évolutionnismes, Paris, Frison-Roche, 2005.
- Evolutia si evolutionismul', București, Editura CD Press, 2006.
- Epopeea lumii vii: meandrele evolutiei si aventura cunoasterii, București, Editura CD Press, 2006
- Istoria biologiei, București, Editura CD Press, 2006.
- L'Odysée de l'évolution, Paris, Ellipses, 2008
- Mendel dans l'histoire de la génétique, Paris, Ellipses, 2008
- Darwin dans l'histoire de la pensée biologique, Paris, Ellipses, 2008
- Odiseea biosferei: evoluția evoluționismului : Lamarck - Darwin - Buican, București, Editura CD Press, 2009
- Biologie - Histoire et pshilosophie, Paris, CNRS, 2010
- L'evolution: Histoire et controverses, Paris, CNRS, 2011
- Darwin et l'epopee de l'evolutionnisme, Paris, Perrin, 2012

### Eseuri
- Dracula et ses avatars de Vlad l'Empaleur à Staline et Ceaucescu, La Garenne-Colombes, Editions de l'Espace européen, 1991.
- Les métamorphoses de Dracula. L'histoire et la légende, Paris, Le Félin, 1993.
- Avatarurile lui Dracula: de la Vlad Tepes la Stalin si Ceausescu, București, Scripta, 1993.
- L'Université : vache folle et sacrée de la République, Paris, François-Xavier de Guibert, 2004.

### Opere literare
- Arbre seul, Paris, Pierre-Jean Oswald, 1974.
- Lumière aveugle, Paris, Editions Saint-Germain-des-Prés, 1976.
- Arbore singur, poezii, Editura Demiurg, 1993.
- Mamura, Editura Demiurg, 1993.
- Lumina oarba, poezii, Editura Demiurg, 1993.
- Spice. Poeme vechi și noi, poezii, București, Editura CD Press, 2006.
- Viata sfartecata intre Rasarit si Apus, memorii, București, Editura CD Press, 2007.
- Margaritare negre, București, Editura CD Press, 2008.
- Roue de torture, roue de lumière\Roată de chin, roată de lumină, București, Editura CD Press, 2009.
- Mosaique profane\Mozaic profan, eseuri, București, Editura CD Press, 2010.
- Seceris tarziu, antologie de poezie, București, Editura UZPR, 2021.